# Sančo, kralj Mallorce
Sančo Miroljubivi (Sanç; ? – 4. rujna 1324.) bio je kralj Mallorce, grof Cerdanye i lord Montpelliera; sin kralja Jakova II., kojega je naslijedio. Sančova je majka bila Esclarmonde de Foix.

## Vladavina
Sančova vladavina podudara se s periodom ekonomskog prosperiteta, kome je i Sančo pridonio pokrećući nove poslove. Naročito se angažirao na razvoju mornarice.

## Brak
Sa svojom suprugom, Marijom Napuljskom, Sančo nije imao djece te je odredio nećaka Jakova za nasljednika.